# John Ball (Schriftsteller)
John Dudley Ball (* 8. Juli 1911 in Schenectady, New York; † 15. Oktober 1988 in Encino, Kalifornien) war ein US-amerikanischer Schriftsteller.

## Leben
Ball wuchs in Milwaukee, Wisconsin auf und besuchte das Carroll College in Waukesha, Wisconsin. Danach arbeitete er in verschiedenen Berufen, darunter als Zirkusartist, Zauberer und Journalist.
Während des Zweiten Weltkriegs diente er als Pilot bei der Luftwaffe. Danach war er u. a. PR-Direktor des American Institute of Aeronautics and Astronautics. Daneben schrieb er von 1945 bis 1948 Musikkritiken für die beliebte Tageszeitung Brooklyn Eagle. 1947 veröffentlichte er auch ein Buch über Musik.
1963 ließ er sich in Encino in Kalifornien nieder, um fortan als freier Schriftsteller tätig zu sein. Gleich sein erster Roman In the Heat of the Night (1965) um den farbigen FBI-Mitarbeiter Virgil Tibbs wurde ein weltweiter Erfolg. Das Buch gewann den Edgar Allan Poe Award für den besten Debütroman der Mystery Writers of America und den britischen Dagger Award als bester ausländischer Kriminalroman. 1967 wurde es von Norman Jewison unter demselben Titel verfilmt, mit Sidney Poitier und Rod Steiger in den Hauptrollen. Der Film war 1968 für sieben Oscars nominiert und gewann in fünf Kategorien: Bester Film, Bester Hauptdarsteller (Rod Steiger), Bester Schnitt, Bester Ton und Bestes Adaptiertes Drehbuch. Der Regisseur und die Soundeffekte waren für einen Oscar nominiert.
Ball schrieb in den folgenden Jahren mehrere weitere Romane mit Virgil Tibbs als Hauptfigur. Zwei davon wurden ebenfalls verfilmt, wieder mit Sidney Poitier in der Hauptrolle: They Call Me Mister Tibbs! (1970, deutscher Titel Zehn Stunden Zeit für Virgil Tibbs) und The Organization (1971, deutscher Titel Die Organisation).
Mitte der 1980er Jahre verfasste Ball auch Buchrezensionen für das Mystery-Magazin Mike Shayne. Er war Mitglied der exklusiven The Baker Street Irregulars, einer Gesellschaft glühender Verehrer von Sherlock Holmes.
Um bessere Einblicke in die Polizeiarbeit zu erhalten, arbeitete er eine Zeitlang als Hilfspolizist für das Los Angeles County Sheriff’s Department. Er wurde in Kampfkünsten ausgebildet und war Nudist. 
Ball starb 1988 an Darmkrebs und wurde im Forest Lawn Memorial Park (Hollywood Hills) in Los Angeles begraben.

## Bücher (Auswahl)
- Records for Pleasure, New Brunswick, New Jersey: Rutgers University Press 1947
- Judo Boy, Duell, Sloan and Pearce, 1964
- In the Heat of the Night, Harper & Row Publishers, 1965 – Deutsche Übersetzung unter dem Titel In der Hitze der Nacht (1973)
- The Cool Cottontail, Harper & Row Publishers, 1966 – Deutsche Übersetzung unter dem Titel Totes Zebra zugelaufen
- Johnny Get Your Gun, Little, Brown, 1969 – Deutsche Übersetzung unter dem Titel Nicht schießen, Johnny, 1970
- Five Pieces of Jade, 1972 – Deutsche Übersetzung unter dem Titel Das Jadezimmer
- The Eyes of Buddha, Little, Brown, 1976 – Deutsche Übersetzung unter dem Titel Die Augen des Buddha
- Morde, Meister und Mysterien. Die Geschichte des Kriminalromans, Frankfurt am  Main: Ullstein, 1988